# 1926-os magyar atlétikai bajnokság
Az 1926-os magyar atlétikai bajnokságon, amely a 31. magyar bajnokság volt, megszüntették a 30 kilométeres gyalogló számot.

## Eredmények

### Férfiak
| Sportág            | Versenyző/Klub                                                               | Eredmény  |
| ------------------ | ---------------------------------------------------------------------------- | --------- |
| 100 m              | Raggambi-Fluck István BBTE                                                   | 10,8      |
| 200 m              | Hajdu Sándor FTC                                                             | 22,1      |
| 400 m              | Barsi László BBTE                                                            | 49,8      |
| 800 m              | Barsi László BBTE                                                            | 1:59,0    |
| 1500 m             | Szerb Elek Magyar AC                                                         | 4:08,6    |
| 5000 m             | Grósz István MTK                                                             | 15:47,0   |
| 15 000 m           | Galambos József KiSE                                                         | 54:04,2   |
| 110 m gát          | Püspöki Tibor Magyar AC                                                      | 16,4      |
| 200 m gát          | Magyar Alajos KAOE                                                           | 26,0      |
| 400 m gát          | Somfay Elemér Magyar AC                                                      | 57,4      |
| 10 km gyaloglás    | Hóra Ferenc FTC                                                              | 52:41,6   |
| magasugrás         | Orbán Ferenc SzAK                                                            | 190 cm    |
| távolugrás         | Püspöki Tibor Magyar AC                                                      | 706 cm    |
| hármasugrás        | Somfay Elemér Magyar AC                                                      | 14,03 m   |
| rúdugrás           | Karlovits János Magyar AC                                                    | 370 cm    |
| súlylökés          | Darányi József Magyar AC                                                     | 15,55 m   |
| diszkoszvetés      | Marvalits Kálmán BTC                                                         | 44,06 m   |
| gerelyhajítás      | Szepes Béla Magyar AC                                                        | 61,00 m   |
| tízpróba           | Somfay Elemér Magyar AC                                                      | 6845,405  |
| maraton            | Király Pál ESC                                                               | 3:04:32,6 |
| mezei futás        | Belloni Gyula Magyar AC                                                      | 47:26,8   |
| 4 × 100 m váltó    | Sugár István Gerő Mór Vida Béla Balázs Jenő Kereskedők AE                    | 43,4      |
| 4 × 400 m váltó    | Daubner István Balázs Jenő Gerő Mór Sugár István Kereskedők AE               | 3:24,8    |
| 4 × 1500 m váltó   | Bejczy Lajos Szerb Elek Belloni Gyula Szigeti István Magyar AC               | 17:04,4   |
| 5000 m             | Szerb Elek Belloni Gyula Kultsár István Bejczy Lajos Zöllner Dezső Magyar AC | 29        |
| csapat mezei futás | Belloni Gyula Szerb Elek Bejzy Lajos Zöllner Dezső Kultsár István Magyar AC  | 38        |